# Хованцев, Анатолий Николаевич
Анато́лий Никола́евич Хова́нцев (род. 30 июля 1949, Воронеж, СССР) — советский биатлонист, многократный призёр чемпионатов СССР, советский и российский тренер по биатлону. Мастер спорта международного класса, Заслуженный тренер РСФСР (1989), Заслуженный тренер СССР (1992).

## Биография
- 1978—1985 — старший тренер сборной ЦС «Локомотив» по биатлону,
- 1985—1990 — старший тренер юниорской сборной СССР,
- 1990—1992 — старший тренер молодежной сборной СССР,
- 1992—1998 — старший тренер национальной сборной России,
- 1998—2002 — старший тренер национальной сборной Финляндии,
- 2002—2006 — старший тренер национальной сборной Эстонии,
- 2005—2006 — старший тренер национальной сборной Украины,
- 2006—2010 — тренировал в биатлонном клубе Контиолахти (Финляндия).
- июнь 2010-март 2011 — тренер женской сборной России[2]
- май 2018 — главный тренер сборной России по биатлону, по совместительству старший тренер мужской команды[3].

Во время провальной эстафетной гонки женской сборной России на Чемпионате мира по биатлону 13 марта 2011 года был отстранен от занимаемой должности Президентом Союза биатлонистов России Михаилом Прохоровым.

## Награды, звания, премии
- Орден Почёта (1994) — «За высокие спортивные достижения на XVII зимних Олимпийских играх 1994 года»[4]